# ZALA 421-06
ZALA 421-06 là loại máy bay trực thăng không người lái tầm gần do do công ty ZALA Aero tại Izhevsk phát triển. Việc thiết kế được thực hiện trong năm 2007-2008 và đã trải qua được các cuộc thử nghiệm để đưa vào sử dụng. Máy bay được thiết kế để triển khai trong các trường hợp khẩn cấp cần thu thập thông tin nhanh chóng như tai nạn, thiên tai hoặc bay đến những nơi nguy hiểm cho con người nếu lại gần như thảm họa nguyên tử, hóa học và sinh học... hay có thể dùng để đi trinh sát, phiên bản dùng trên tàu thì dụng để tuần tra các vùng lãnh hải để chống lại nạn săn trộm và theo dõi tội phạm. Lực lượng biên phòng FSB Nga đã mua loại trực thăng này cùng để phục vụ cho việc tuần tra.

## Thiết kế
ZALA 421-06 sử dụng động cơ đốt trong có thể bay 90 phút với tốc độ 80 km/giờ trong bán kính kết nối với trạm điều khiển vô tuyến là 15–40 km, trần bay là 3000 m phiên bản 421-06E thì trang bị động cơ điện. Máy bay được trang bị bộ máy ảnh điện quang học có độ phân giải cao hay máy quay hồng ngoại cho việc thám thính chúng được giữ ổn định bằng con quay hồi chuyển. Phiên bản động cơ điện có thể bay trong 40 phút.
Hệ thống điều khiển của máy bay có hai chức năng: tự động và được điều khiển. Nếu để ở chế độ lái tự động thì người sử dụng sẽ truyền vào vị trí cần bay đến trong không gian như độ cao và vị trí, máy bay sẽ tự động bay đến đó thông qua hệ thống định vị toàn cầu GLONASS hay GPS. Việc chuyển dữ liệu đến trạm kiểm soát được thực hiện liên tục thông qua một kênh liên kết an toàn kỹ thuật.